# Trevor Peres
Trevor Leon Peres (Tampa, Florida, 25. srpnja 1969.) američki je glazbenik, gitarist, tekstopisac i pjevač najpoznatiji kao ritam gitarist američkog death metal-sastava Obituary. Bio je jedan od osnivača sastava uz Johna i Donalda Tardyja.
Nakon raspada Obituaryja 1998. Peres je osnovao sastav Catastrophic koji je 2001. objavio svoj jedini studijski album The Cleansing. Prethodno je također svirao sa skupinom Meathook Seed koja je objavila 1993. album Embedded.
Peres je svirao gitaru kao gost u pjesmi "Empowered" iz albuma The Pre-Fix for Death američkog rapera Necro i u pjesmi "Angels in War" iz albuma Agony of Death njemačkog thrash metal sastava Holy Moses.

## Diskografija
Xecutioner
- Metal Up Your Ass (1985.)
- Demo 1987 (1987.)

Obituary
- Slowly We Rot (1989.)
- Cause of Death (1990.)
- The End Complete (1992.)
- Don't Care (1994.)
- World Demise (1994.)
- Back from the Dead (1997.)
- Dead (1998.)
- Anthology (2001.)
- Frozen in Time (2005.)
- Frozen Alive (2006.)
- Xecutioner's Return (2007.)
- The Best of Obituary (2008.)
- Left to Die (2008.)
- Darkest Day (2009.)
- Inked in Blood (2014.)
- Obituary (2017.)
- Dying of Everything (2023.)

Meathook Seed
- Embedded (1993.)

Catastrophic
- The Cleansing (2001.)

Gostovanja
- Holy Moses – Agony of Death (2008.)
- Necro – The Pre-Fix for Death (2004.)
- Meathook Seed – B.I.B.L.E. (Basic Instructions Before Leaving Earth) (1999.)